# SHINGO
SHINGO（しんご、1978年（昭和53年）10月27日 - ）は、日本の男性ミュージシャン、シンガーソングライター。本名：非公開。
東京都世田谷区出身。所属個人事務所はSunFlower、所属レーベルはSunFlowerLabel。身長170センチメートル。

## 来歴

### 出生から中学時代まで
1978年10月27日、東京都世田谷区駒沢に長男として生まれる。
幼少期から水泳を習い、小学校2年生の時点で選手として活躍する。
中学校1年生の12月3日、FNS音楽祭にて大トリを務めたCHAGE&ASKAの代々木第一体育館からのコンサート終了間際の無客席状態からの中継を観て衝撃を受け、ミュージシャンを目指す。
中学校2年生の時にギターリスト高橋まことの元でローディーを始める。
高校進学を決めるときに本人は洗足学園音楽大学付属高校への進学を希望するが、両親や担任より反対を受け、両親が決めた東京学園高等学校へ進学する。

### 高校時代からデビューまで
高校1年生の5月よりAskaの元で高校を卒業を条件に付き人になる。
1年生の頃から原宿にあるライブハウスの原宿ロサンゼルスにてバンドの月イチライブを行っていたが、動員は少なかった。
高校1年生の後半より所属していた水泳チームにて選手兼コーチを行うことになる。担当していたクラスには、SHINGOが後に所属することになるヴィジョンファクトリーの役員の妻（以下、夫人と略す）が所属していた。
高校2年生の春に夫人よりスカウトされヴィジョンファクトリーに所属する。同年8月15日ALBUM「LOVE」にてインディーズデビューを果たす。デビュー後も専門学校の入学までは動員数は最大でも20人程度でCDも売れていなかった。

### 専門学校への進学と移籍
高校3年の夏にはMUSE音楽院への進学が特待生として決まる。専攻はコンポーザー・アレンジャー科。入学と同時にヴィジョンファクトリーよりアミューズに移籍することになる。
音楽院で毎週行われていた週末ライブに2年間すべての公演に出場する。この週末ライブの出演にはオーディションが必要だったが主催のプロデューサーから気に入られたため、オーディション無しで出場していた。

### 卒業後から独立まで
音楽院を1999年に卒業し、その後は楽院生当時にアルバイトしていた洋食店に就職し、副店長を務めていた。『横浜ウォーカー』で特集されるほどの有名な洋食店だったが、退職後1年で閉店となる。
退職後、2001年3月1日に現在のカルチャースクールSunFlowerを開業する。当年1年間は出張形式で生徒の指定場所でレッスンをしていた。
当時は主にボーカル、ギター、作曲、DTMを行う。